# Часник савранський
Часни́к савра́нський або цибу́ля савра́нська (Allium savranicum) — багаторічна рослина родини цибулевих. Як окремий вид розглядається переважно українськими ботаніками, натомість світова наукова спільнота вважає цей таксон синонімом Allium saxatile auct. non M. Bieb. Ендемік Північного Причорномор'я, занесений до Червоної книги України. Декоративна та харчова культура.

## Опис

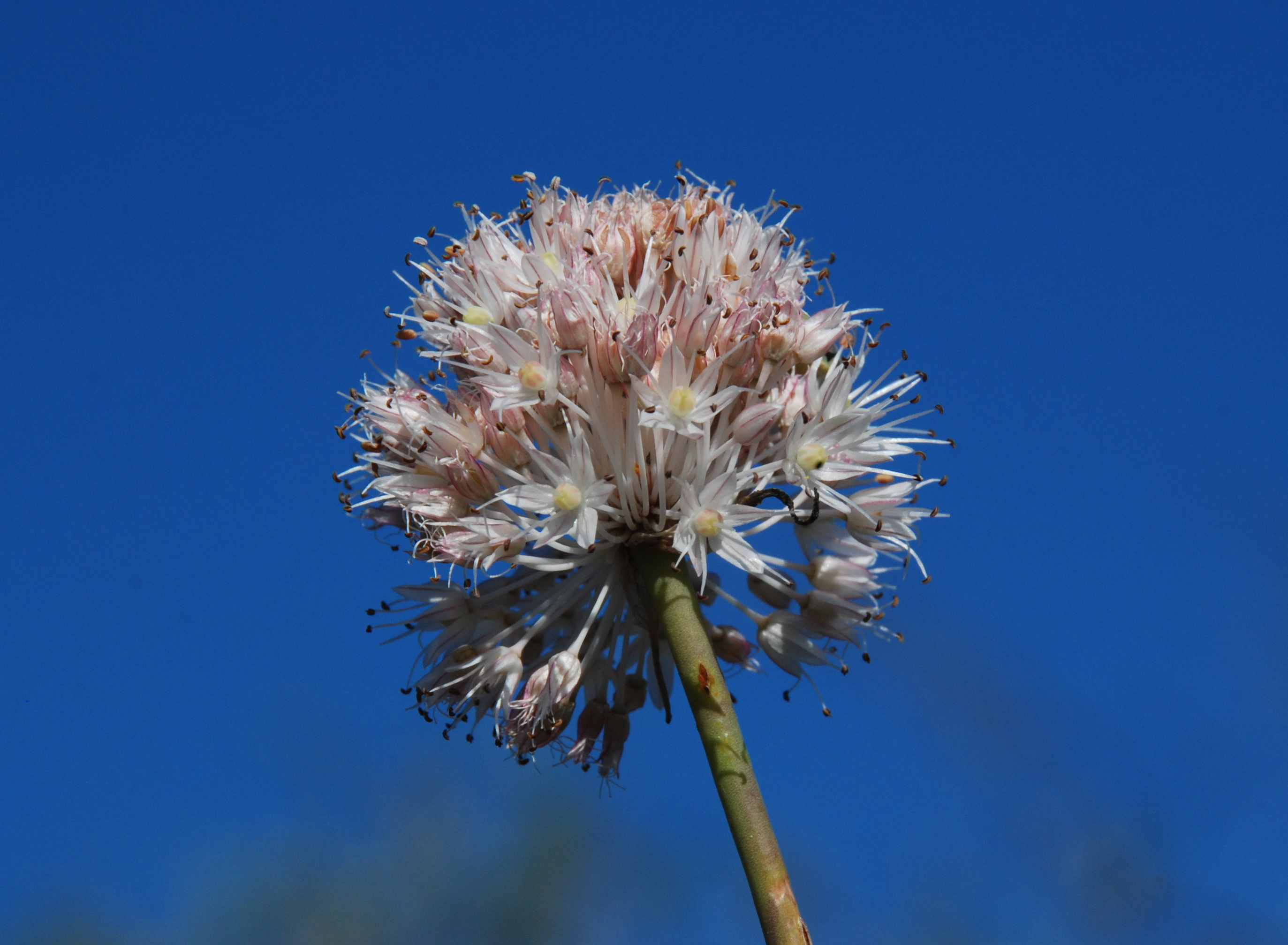
Суцвіття великим планом.

Трав'яниста рослина заввишки 30-60 см, геофіт. Цибулини видовжено-яйцеподібні або майже циліндричні, з тонкими, бурими, сітчасто-волокнистими, напівпрозорими оболонками, розташовані по 1-3 на дуже короткому кореневищі. Стебла прямостоячі, на ¼ або ⅓ висоти обгорнуті голими чи шорсткими піхвами листків. Листків 3-4, вони лінійно-ниткоподібні, плескаті.
Суцвіття — багатоквітковий, густий, кулястий зонтик. Покривало в 1,5-3 рази довше від зонтика. Квітки білуваті з рожевим відтінком або жовтувато-білі. Листочки оцвітини 1,5 мм завдовжки. Нитки тичинок шилоподібні, у понад 1,5 рази довші від оцвітини; пиляки жовті або червонуваті. Стовпчик здіймається над оцвітиною. Плід — коробочка.

## Екологія
Рослина світлолюбна, посухостійка, невибаглива до якості ґрунтів, віддає перевагу бідним піщаним ґрунтам (псамофіт). Зростає на прируслових валах річок та у піщаних степах другої борової тераси. Входить до складу рослинних угруповань Festucetea vaginatae, палассовочебрецево-піщаноковилового та маршаллополиново-типчакового на горбистих закріплених пісках.
Розмножується насінням і вегетативно. Квітне у червні-вересні, запилюється комахами. Плодоносить у серпні-жовтні.
Ареал цибулі савранської охоплює переважно степові райони України. Найбільша чисельність популяцій спостерігається у басейні Сіверського Донця, дещо менша — у басейні Дніпра (в тому числі у балці Савранка, джерелі річки Чутівка; див. Савранка (значення)). Поодинокі осередки знайдені в басейні Південного Бугу, в тому числі і на берегах річки Саврань, можливо на честь якої рослина отримала свою назву. Популяції нечисленні та нещільні, з недослідженою структурою. За межами України нечисленні осередки знайдені у Молдові, а також у Ростовській області Росії, де цибуля савранська зростає в Азовському, Білокалитвинському, Кам'янському, Совєтському, Тарасовському й Облівському районах.

## Значення і статус виду
Природоохоронний статус виду — вразливий. Причинами зміни чисельності є порушення природних екотопів внаслідок господарського освоєння територій, видобування піску, випасання худоби, залісення. Цибуля савранська має наукове значення як ендемік. Охороняють цей вид у Дніпровсько-Орільському природному заповіднику, національному природному парку «Святі Гори», Трьохізбенському степу. Рекомендується створити заказники у місцях зростання виду, контролювати стан популяцій та вирощувати у ботанічних садах. Заборонено порушення умов місцезростань виду, видобування піску, заліснення, надмірне випасання худоби. За межами країни вид має охоронний статус у Росії, де він занесений до Червоних книг Ростовської та Волгоградської областей.
Має господарське та комерційне значення як декоративна та харчова рослина, хоча культивується обмежено лише у ботанічних садах.